# Roman Buess
Roman Buess (* 21. September 1992 in Basel) ist ein Schweizer Fussballspieler.

## Karriere

### Vereine
Der Mittelfeldspieler kam von der Jugend des SV Muttenz zum FC Basel und spielte bei der U-21 Mannschaft in der 1. Liga. In der Saison 2010/11 schoss er in 27 Einsätzen acht Tore, in der Saison 2011/12 sind es in sieben Spielen deren vier.
Sein Debüt in einem offiziellen Spiel der 1. Mannschaft des FCB gab er am 17. September 2011 als Auswechselspieler im Schweizer Cup im 4:0-Auswärtssieg beim FC Eschenbach. Sein Ligadebüt für den FC Basel gab Buess am 2. Mai 2012, beim 2:1-Heimsieg gegen Thun, als er in der 72. Minute für Stephan Andrist eingewechselt wurde. Ende der Saison 2011/12 wurde Buess mit dem FC Basel Schweizer Meister. Auf die Saison 2012/13 wechselte er leihweise zum FC Aarau, sein Leihvertrag lief ab, so dass er auf die neue Saison 2013/14 wieder zum FC Basel zurückkam. Auf die Saison 2013/14 wechselte er leihweise zum FC Locarno. Nach Auslauf der Leihe und dem Abstieg des FC Locarno wechselte er ablösefrei zum FC Wohlen.
Im Mai 2015 unterschrieb Buess einen Dreijahresvertrag beim FC Thun. Sein Debüt für den FC Thun gab er am 18. Oktober 2015, bei dem er einen Hattrick beim 5:1-Sieg gegen den FC Zürich (5:1) erzielte.
Im Sommer 2016 wechselte Buess zum Ligakonkurrenten FC St. Gallen, wo er bis zur Winterpause 2019 spielte und danach für eine halbe Saison zum FC Lausanne-Sport wechselte. Im Sommer 2019 wechselte er ablösefrei zum FC Winterthur, wo er einen Zweijahresvertrag abschloss.

### Nationalmannschaften
Für die Schweizer U17-Nationalmannschaft bestritt Buess 8 Spiele. Sein Debüt gab er am 24. August 2008 bei der 0:3-Niederlage gegen Österreich. Mit der U-17-Mannschaft wurde er bei der U-17-Fussball-Weltmeisterschaft 2009 in Nigeria Weltmeister. Buess war auch im Schweizer Kader an der U-17-Fussball-Europameisterschaft 2009 in Deutschland.
Bei der Schweizer U-19-Mannschaft gab er sein Debüt am 9. Februar 2011 bei der 0:1-Auswärtsniederlage in Griechenland. Bei der Schweizer U-20-Mannschaft debütierte er am 6. Oktober 2011 beim 1:0-Auswärtssieg in Polen, dabei gelang ihm der Siegestreffer.

## Titel und Erfolge
Basel
- Schweizer Meister U-16: 2007/08[4]
- Schweizer Cupsieger mit der U-16: 2007/08[4]
- Schweizer Meister: 2012
- Schweizer Cupsieger: 2012

International
- U-17-Fussball-Weltmeister: 2009